# كريس كروس
كريس كروس (بالإنجليزية: Chris Cross)‏ هو موسيقي بريطاني، ولد في 14 يوليو 1952 في توتنهام في المملكة المتحدة.

## وصلات خارجية
- كريس كروس على موقع IMDb (الإنجليزية)
- كريس كروس على موقع ميوزك برينز (الإنجليزية)
- كريس كروس على موقع أول ميوزيك (الإنجليزية)
- كريس كروس على موقع ديسكوغز (الإنجليزية)
- كريس كروس على موقع ديسكوغز (الإنجليزية)
- كريس كروس على موقع كينوبويسك (الروسية)